# Melolontha guttigera
Melolontha guttigera är en skalbaggsart som beskrevs av Sharp 1876. Melolontha guttigera ingår i släktet Melolontha och familjen Melolonthidae. Inga underarter finns listade i Catalogue of Life.